# Soirée sur l'avenue Karl Johan
Soirée sur l'avenue Karl Johan (Aften på Karl Johan) est un tableau du peintre norvégien Edvard Munch, datant de 1892. Il montre la foule sur l'avenue Karl Johan à Kristiana (aujourd'hui Oslo). Il s'agit d'une des premières œuvres que Munch intégrera dans son cycle La Frise de la vie (Lyvsfrisen).

## Description
Le tableau montre l'avenue Karl Johan, la  principale avenue de Kristiana, dans une ambiance nocturne. À droite à l'arrière-plan, on voit le bâtiment du Storting ainsi que deux imposants peupliers et, sur la gauche, une rangée de maisons aux fenêtres éclairées. Sur ce côté de la route, une foule compacte se dirige vers l'observateur. Les hommes portent principalement des chapeaux hauts-de-forme et les femmes, des chapeaux clairs en paille, avec des rubans. Les visages sont inexpressifs, figés dans une attitude grimaçante, les yeux sont écarquillés. Les teints jaune phosphore ou vert criard contrastent avec le bleu rougi du ciel. Sur la droite passe une unique ombre noire dans la direction opposée.

## Interprétation
Selon Franziska Müller, la perspective du tableau provoque un sentiment de menace. L'observateur du tableau fait face à la foule qui vient vers lui, de sorte qu'il a l'impression d'aller vers l'abîme ou vers son propre reflet. Dans les visages de la foule qui avance "tête contre tête", Anni Carlsson lit la peur, l'horreur et l'hostilité. Une seule personne marche à contre-courant. Reinhold Heller voit une "menace de l'individu par la masse anonyme qui se presse", Nicolas Stang les "visages morts des petits-bourgeois ". Carlsson interprète le tableau comme une "confrontation de l'artiste avec le fantôme collectif des bourgeois", Müller une juxtaposition de "la foule et de l'individu" dans laquelle la seule personne exclue serait l'image de Munch lui-même.
Soirée sur l'avenue Karl Johan est une contrepartie au tableau Printemps sur l'avenue Karl Johan, peint deux ans plus tôt dans un style encore tout à fait impressionniste. Il montre l'avenue dans l'autre sens et dans une ambiance plus sombre. Le personnage qui remonte l'avenue renvoie au tableau du printemps. Pour Jean Selz, Soirée sur l'avenue Karl Johan annonce le nouveau style expressionniste dans l'œuvre de Munch ; une excitation nouvelle est perceptible, sans que le contexte de l'événement soit révélé à l'observateur. En ce sens, le tableau serait un précurseur du célèbre tableau Le Cri, dont la première version a été réalisée l'année suivante. Mais contrairement à cette œuvre à venir, la peur sur les visages reste "muette et d'autant plus redoutable". On trouve une synthèse des visages en forme de masque de Soirée sur l'avenue Karl Johan et de l'environnement et de la perspective du tableau Le Cri dans le tableau La Peur de 1894.

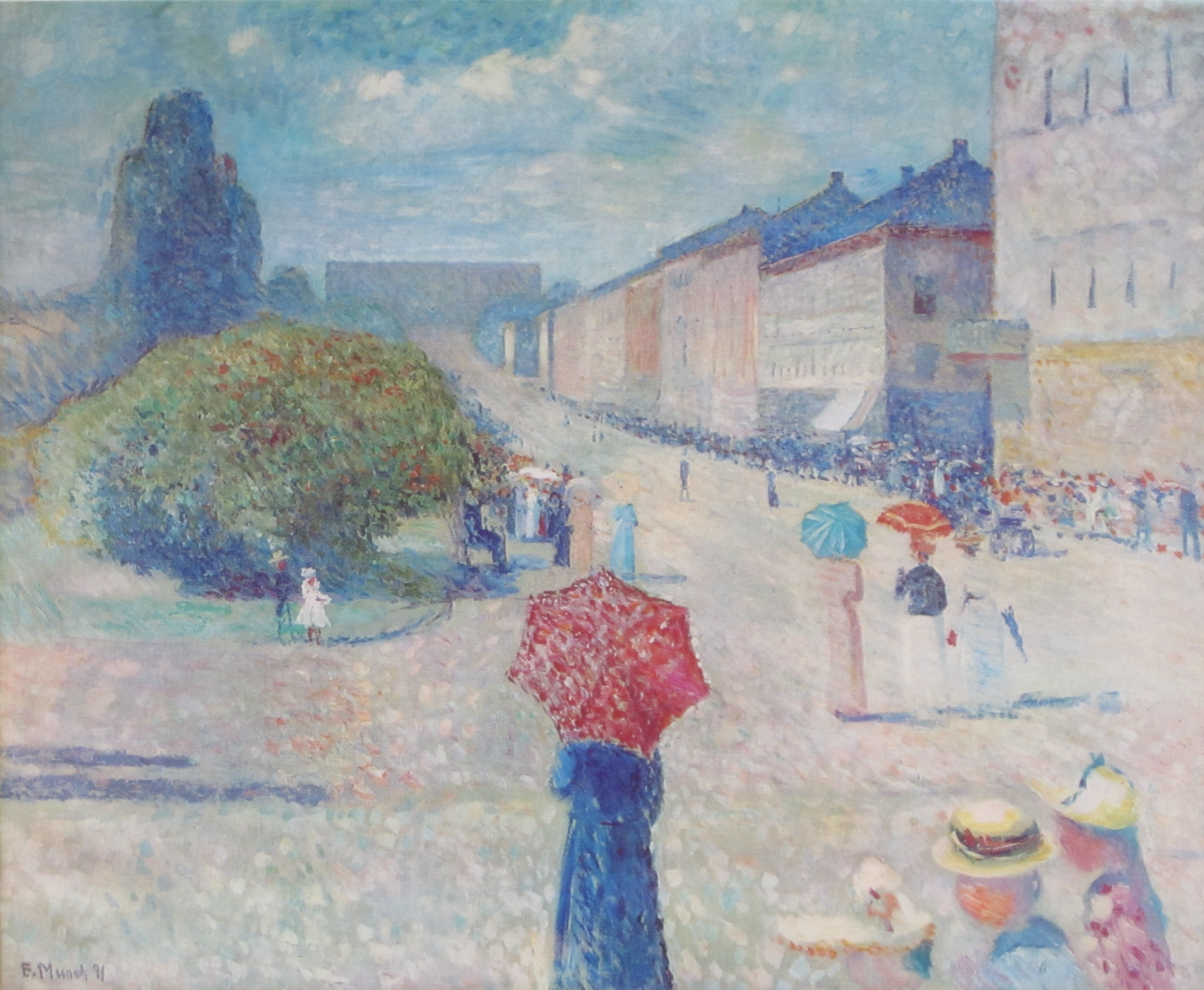
Printemps sur l'avenue Karl Johan (1890, Musée d'art de Bergen)
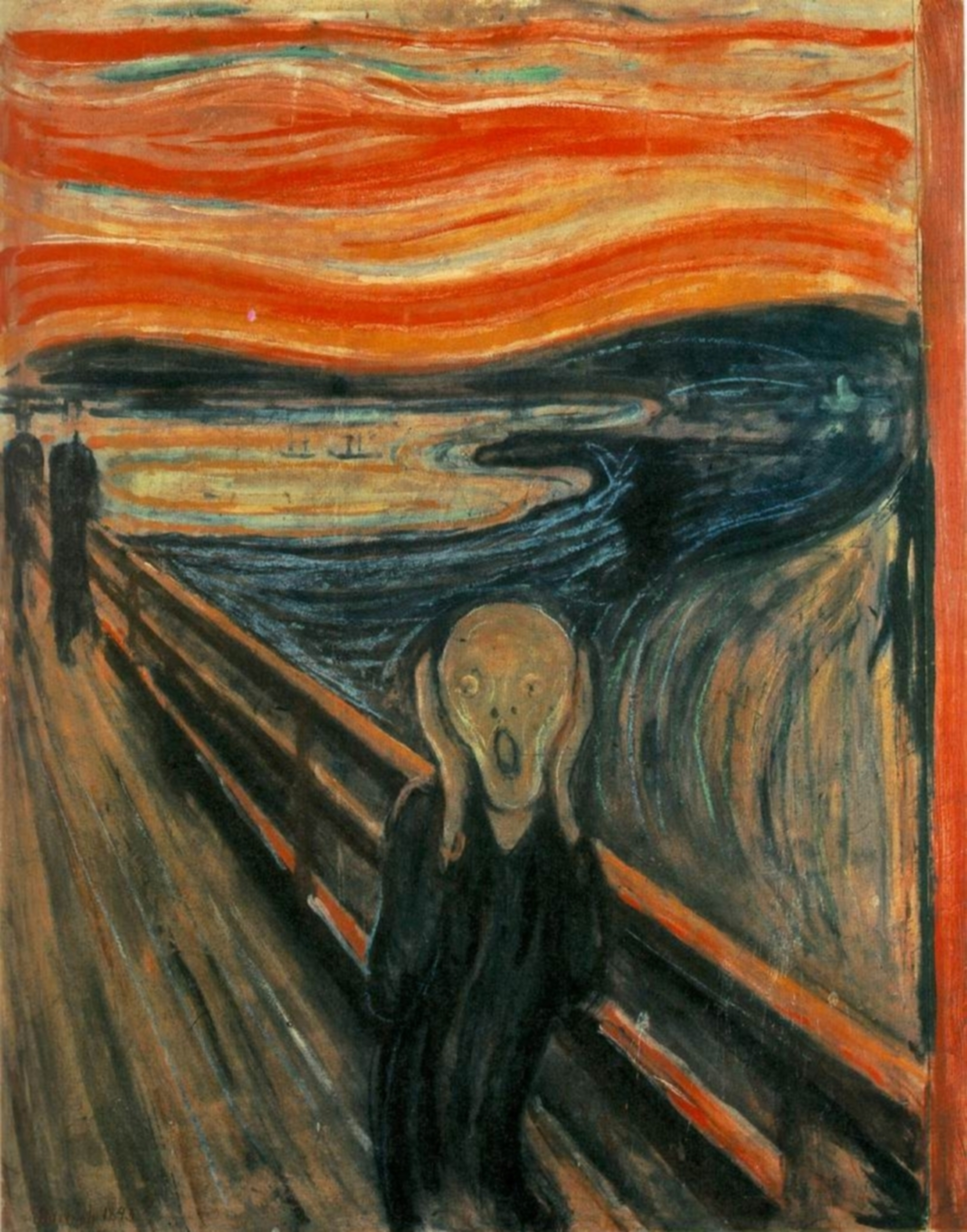
Le Cri (1893, Galerie nationale d'Oslo)
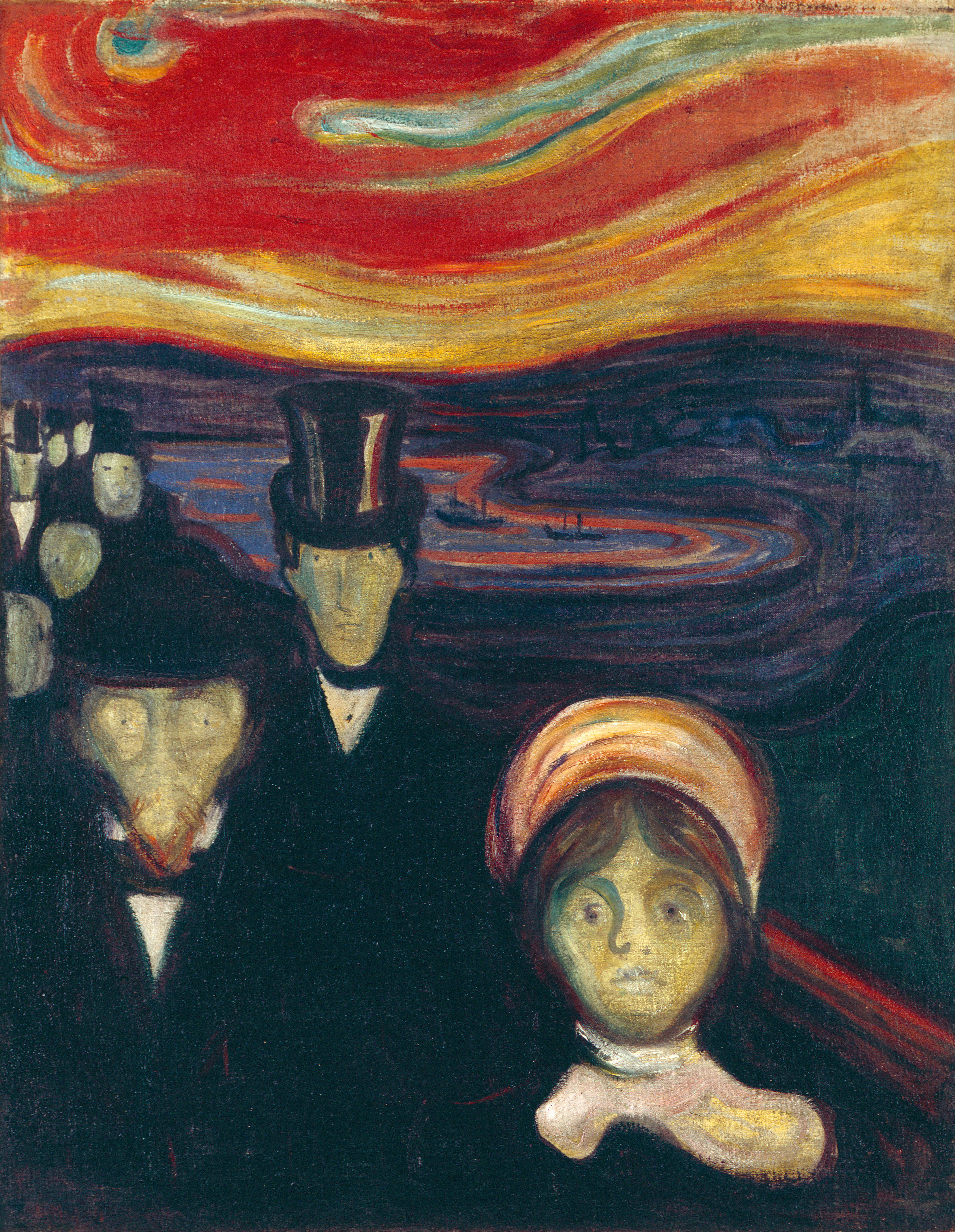
Peur (1894, Musée Munch d'Oslo)
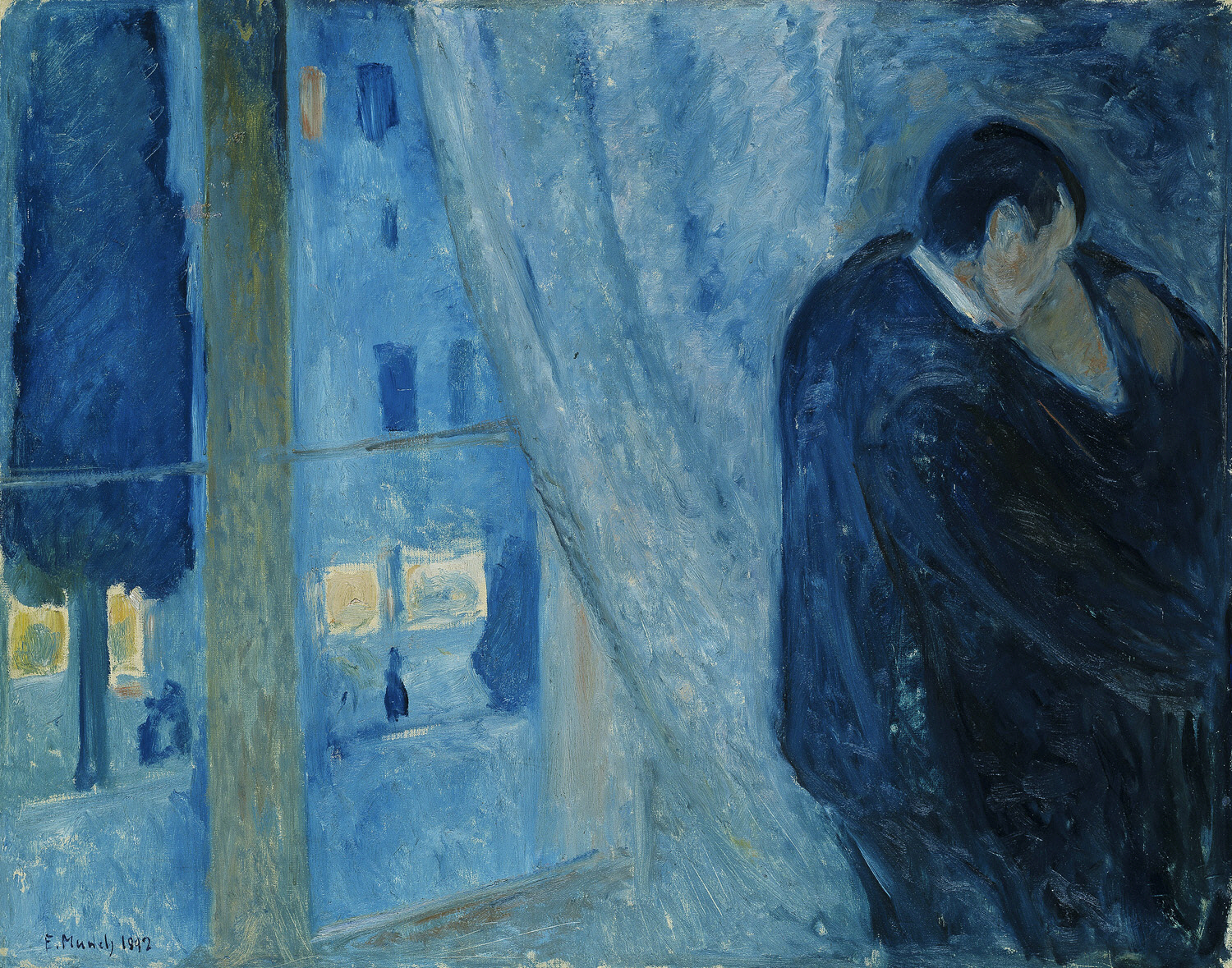
Edvard Munch : Le Baiser (1892, Galerie nationale d'Oslo)
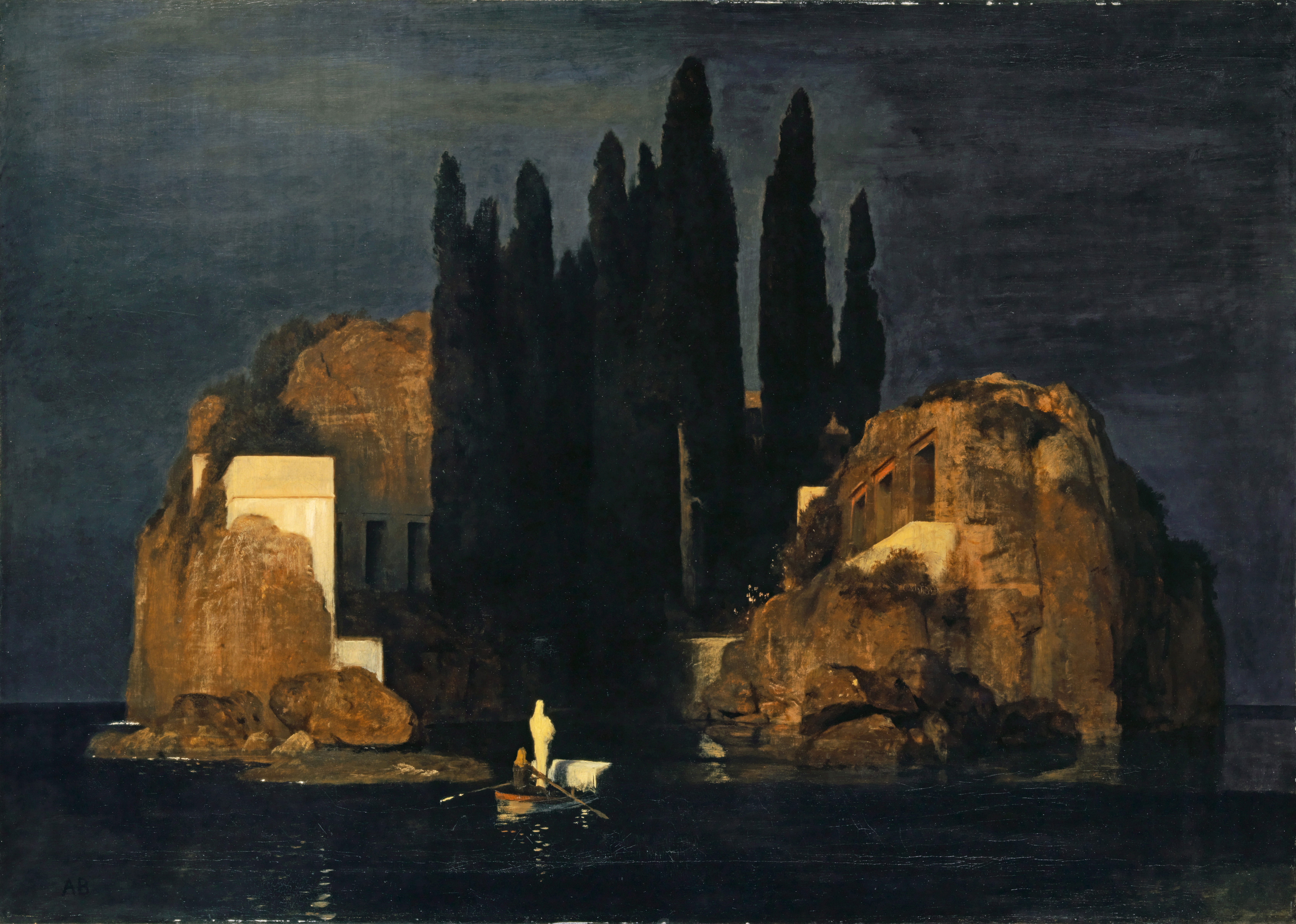
Arnold Böcklin: L'Île des morts (1880, Musée d'art de Bâle)

Arne Eggum rapproche le massif d'arbres de la  Soirée sur l'avenue Karl Johan (que l'on retrouve dans le tableau Le Baiser de la même année) avec le tableau Toteninsel d'Arnold Böcklin. Les visages blêmes en forme de masques évoquent le peintre belge James Ensor dont Munch avait fait la connaissance à Bruxelles. Müller se réfère explicitement à l'œuvre la plus célèbre de James Ensor Entrée du Christ à Bruxelles, de 1888, dans laquelle une masse de citoyens de la ville, semblable à des stéréotypes et de l'hostilité à répondre. Elle établit également une comparaison avec les tragédies d'Henrik Ibsen et les tableaux de Paul Gauguin. Matthias Arnold voit une parenté entre les "visons angoissées" de Munch et celles de Goya ou de Kafka.

## Arrière-plan
On peut lire quelques remarques de Munch lui-même sur Soirée sur l'avenue Karl Johan dans son Journal littéraire de 1889. Il décrit une expérience personnelle : "Tous ces gens qui passaient paraissaient si étrangers et bizarres, c'est comme s'ils le regardaient, le fixaient - tous ces visages - des regards dans la lumière du soir. Il a essayé de se concentrer mais n'a pas pu, il avait une sensation de vide total dans sa tête et alors qu'il cherchait à fixer son regard sur une fenêtre en haut, les passants le dérangèrent à nouveau. Il tremblait de tout son corps et la sueur dégoulinait." Il livre une expérience similaire lors de son séjour à Paris : "J'étais à nouveau dehors, sur le boulevard des Italiens azuré avec ces milliers de visages étrangers qui semblaient si fantomatiques dans la lumière artificielle."
Munch a passé l'été 1892 à Kristiana et Åsgårdstrand encore rempli des souvenirs de son voyage à Paris. À propos de Soirée sur l'avenue Karl Johan, Arne Eggum écrit : "c'est peut-être la peinture la plus originale de cet été-là". Munch exposa le tableau pour la première fois en septembre 1892, à l'occasion de sa deuxième exposition au Tostrupgården de Kristiana. Le journal Morgenbladet a écrit "un tableau carrément fou". Le public critiqua vivement le tableau et qualifia le peintre de "malade". Munch, en revanche, l'appréciait de sorte qu'il l'a inclus dans le cycle La Frise de la vie, une collection de ses principales toiles sur la vie, l'amour et la mort. En 1909, le collectionneur norvégien Rasmus Meyer a acquis le tableau pour enrichir sa collection ouverte officiellement au public en 1924 à Bergen.